# A Report on Germany
A Report on Germany ist ein volkswirtschaftliches Gutachten mit erfolgreich angewendeten Empfehlungen zur wirtschaftlichen Wiederbelebung der drei Westzonen Deutschlands nach dem Zweiten Weltkrieg und eine Grundlage der Wirtschaftsverfassung der Bundesrepublik Deutschland.

## Auftraggeber und Autoren

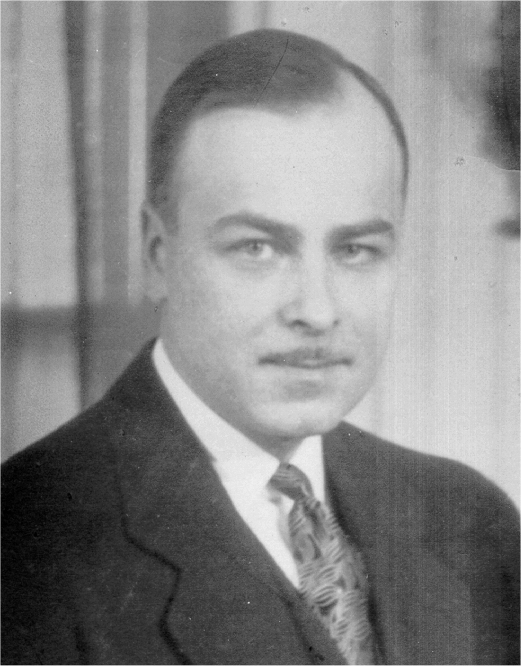
Lewis H. Brown (1894–1951)

A Report on Germany wurde von Lucius D. Clay, dem Militärgouverneur der amerikanischen Besatzungszone in Deutschland in Auftrag gegeben, um die wirtschaftlichen Schwierigkeiten nach dem Zweiten Weltkrieg zu beheben. Autor war Lewis H. Brown (1894–1951), der Präsident des Asbestherstellers Johns-Manville Corporation und Mitgründer des American Enterprise Institutes.
Ein Abschnitt über die Entscheidungsprozesse der amerikanischen Deutschlandpolitik von der Atlantik-Charta 1942 bis zur Hoffnungsrede des amerikanischen Außenministers James F. Byrnes am 6. September 1946 ist eine Zusammenfassung des Aufsatzes des Bankiers James P. Warburg (1896–1969) Germany – Nation or No-man‘s-Land. Das Kapitel Die deutsche Situation heute wurde von William C. Bober, einem Volkswirt von Johns-Manville, als Denkschrift für Lewis H. Brown erstellt.

## Wirtschaftliche Misere nach dem Zweiten Weltkrieg und Abhilfe

Undurchdringliche Zonengrenzen Deutschland 1947

Für den Winter 1947 wurden Hungertote in den Städten befürchtet. Deutschland sollte deshalb die Möglichkeit bekommen, die Industrieproduktion zu steigern und Exportgüter herzustellen, um aus den Erlösen die benötigten Lebensmittel und sonstigen Importgüter bezahlen zu können. Dies war eine Abkehr von der bisherigen Politik des Alliierten Kontrollrats und der Vereinigten Staaten. Deren Ziel war es, den Verbrauch in Deutschland so gering wie möglich zu halten, Importe ebenfalls, und Überschüsse nur den Besatzungsmächten, Vertriebenen und Kriegsgefangenen, und den Siegermächten als Reparationen zukommen zu lassen. Der Lebensstandard solle nicht höher werden als in den Nachbarländern. In Deutschland gab es ab Herbst 1945 einen Produktionsaufschwung, der Ende 1946 ins Stocken kam. Deutschland stand Mitte 1947 vor einem Zusammenbruch des Transportsystems, weil Lokomotiven und Güterwagen nur noch Schrott waren. 48 Millionen Menschen westlich des Eisernen Vorhangs waren ohne genügend Nahrungsmittel weil sie von den Getreidegebieten des Ostens abgeschnitten waren. Der „Level of Industry-Plan“ des Alliierten Kontrollrats vom 28. März 1946 schrieb Ziele für eine bedarfsorientierte Industrieproduktion vor, die niemals erreicht werden konnten, weil die Zonengrenzen undurchlässig waren. Außerdem war der „Level of Industry-Plan“ in sich widersprüchlich. Mit 39 % der Stahlproduktion sollten 11,4 % der Werkzeugmaschinenproduktion und 67 % der LKW-Produktion und 80 % der Landmaschinenproduktion von 1936 erzeugt werden. Statt zu einer bedarfsgerechten Produktion von Industriegütern kam es nur zu einer Reihe von Engpässen. Die Kriegsschäden waren hierfür nicht verantwortlich, denn die Kriegsschäden waren zu 70 % reparabel. Um der erwarteten Hungersnot zu entkommen, sollte die Produktion wieder in Gange gebracht werden, damit ab 1948 Güter im Wert von 1,5 Milliarden Dollar exportiert werden könnten statt der für 1947 erwarteten 250 Mio. Dollar.

## Der europäische Teufelskreis
Nach Browns Auffassung war ganz Westeuropa vom Bankrott bedroht, und Deutschland war schon bankrott. Westeuropa muss wirtschaftlich wieder auf die Beine gestellt werden, um nicht auf Dauer von den USA alimentiert werden zu müssen. Deshalb muss Deutschland wiederhergestellt werden, denn Deutschland ist das Schlüsselland Westeuropas. Wenn Deutschland nicht wiederhergestellt wird, kann auch Westeuropa nicht wiederhergestellt werden. Das deutsche Problem ist das entscheidende und dringendste für Westeuropa, Großbritannien und die Vereinigten Staaten. Der Ansatz des Reports ist es, die Räder der Produktion in Europa wieder in Gang zu bringen, denn eine Wirtschaftsförderung auf der Basis einer Wunschliste nach dem Gießkannenprinzip wird nicht möglich sein. Möglich ist es aber, Teufelskreise der Unterproduktion in den Schlüsselsektoren aufzudecken und zu unterbrechen.

## Der deutsche Teufelskreis

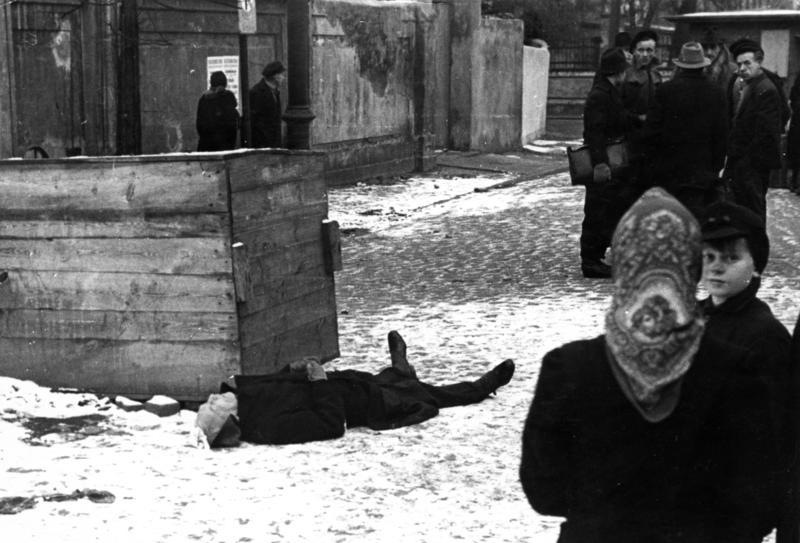
Wegen Hungers ohnmächtiger Mann in Düsseldorf

Im Westen Deutschlands leben 48 Millionen Menschen, davon sind 20 Millionen nichtbäuerlicher Bevölkerung auf Lebensmittelimporte aus dem westlichen Ausland angewiesen, weil Westdeutschland von der Getreideproduktion Ost- und Mitteldeutschlands abgeschnitten ist. Wegen des Mangels an Kunstdünger, Saatgut und Landmaschinen produziert Westdeutschland nur noch 30 % der Vorkriegsproduktion an Getreide. Die westdeutsche Landwirtschaft kann nur die Hälfte der benötigten Lebensmittel bereitstellen. Dem entspricht in etwa, dass nur die Hälfte der Vorkriegsproduktion an Kohle erzielt wird. Der Kohlemangel zieht wiederum einen Stahlmangel nach sich. Der Stahlmangel verursacht einen Mangel an Lokomotiven, Güterwägen, Transportschiffen für die Binnenschifffahrt und an Ersatzteilen. Die ohnehin zu knappe Ruhrkohle wird im Winter 1947 nicht transportiert werden können und deshalb zu einer weiteren Verringerung der Industrieproduktion führen. Deshalb wird der Export von Industrieprodukten sinken. Die Erlöse werden fehlen, wenn Getreide aus westlichen Ländern importiert werden muss. So wird Westdeutschland auf amerikanisches Getreide angewiesen sein.

## Plan für die Wiederherstellung der deutschen Wirtschaft
Für die drei Westzonen solle ein einheitliches Oberkommando geschaffen werden, ähnlich dem obersten Hauptquartier der alliierten Streitkräfte für die Invasion 1944. Zur Wiederherstellung einer Industriegesellschaft sollte die JCS-Direktive 1067, der Level of Industry-Plan und das übrige Gedankengut des Morgenthau-Plans beseitigt werden. Den Deutschen solle die volle Eigenverantwortung übertragen werden, das würde auch der Militärregierung Ansporn und Hoffnung geben. Westdeutschland solle in die Lage versetzt werden, doppelt so viel zu exportieren, wie vor dem Kriege. Ab August 1947 sollten keinerlei Reparationen durch Demontagen mehr stattfinden. Die anfänglich dringende Entnazifizierung sei zwischenzeitlich ins Extreme abgeglitten und solle nicht mehr zu Tätigkeitsverboten führen dürfen, insbesondere bei Technikern, Ingenieuren, Chemikern und kaufmännischen Führungskräften. Anzeigen sollten nur noch innerhalb einer Ausschlussfrist von einem Monat möglich sein. Entnazifizierungen und Reparationen sollten die Deutschen nicht mehr vom Hauptziel der Produktion ablenken. Produktionsbeschränkungen und -kontrollen sollten aufgehoben werden mit Ausnahme von Munition und Flugzeugen.

## Der Teufelskreis der Kohle
Am Anfang und Ende des deutschen Teufelskreises stehe die Kohle. In Europa entscheide die Kohle über Leben und Tod. Großbritannien förderte 1946 77 % der Vorkriegsförderung, Westdeutschland nur 38,6 %. Die wichtigsten Braunkohlevorkommen Deutschlands, auch die südlich von Halle und Leipzig, lagen in der sowjetischen Besatzungszone und standen Westeuropa nicht zur Verfügung. Die Vorkommen zwischen Aachen und Köln waren klein und unzusammenhängend. Deswegen sanken die deutschen Kohleexporte drastisch. Die geringen Exporte waren eine Belastung für die Düngemittel- und Stahlindustrie.

### Gründe für die geringe Kohleförderung im Ruhrgebiet

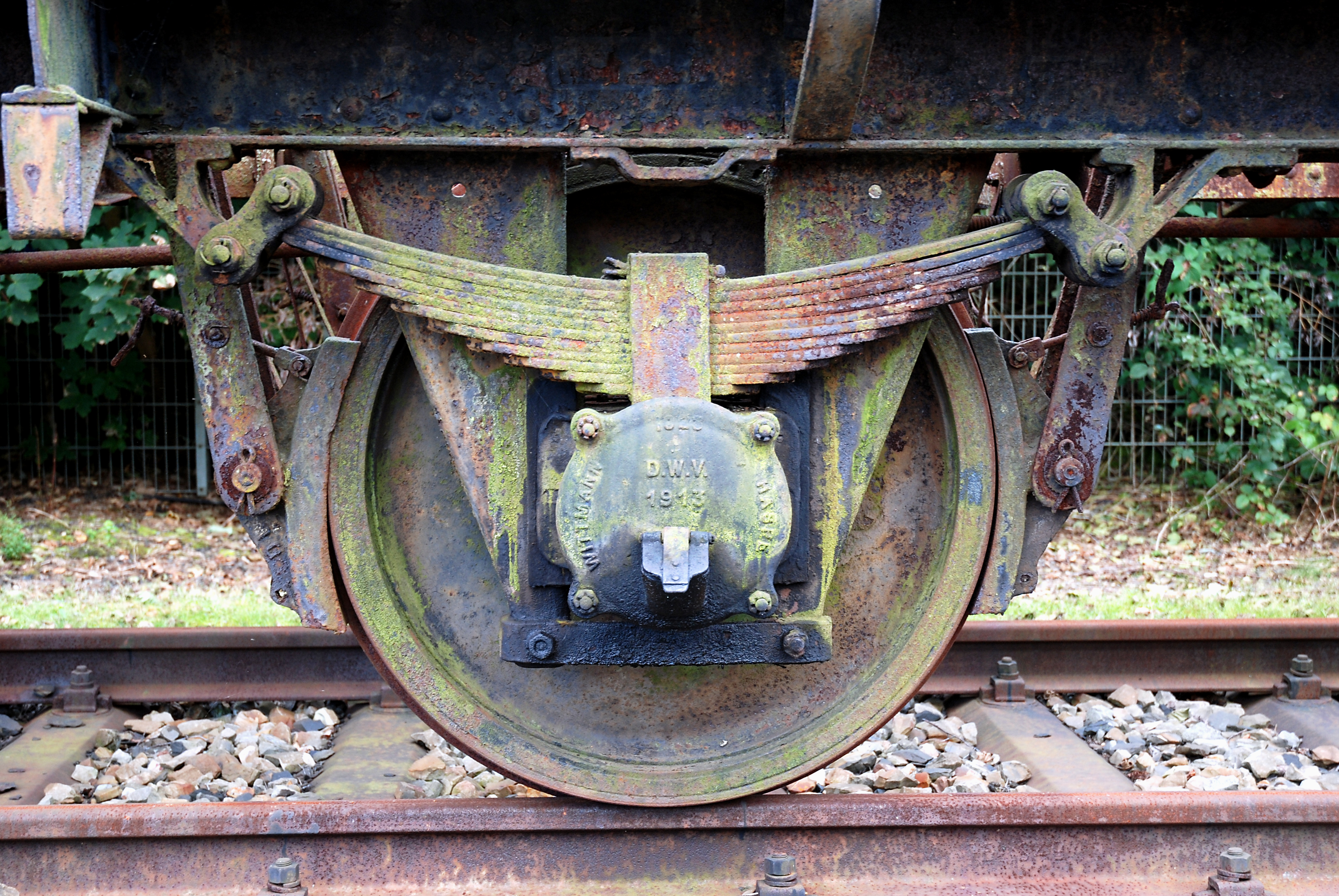
Mangelware: Achslagerkiste für Gleitlager mit Öleinfüllstutzen

Die schlechte Ernährungssituation im Ruhrgebiet war das schwierigste Problem, denn die Bergleute erhielten nur 1.550 kcal am Tag statt der erforderlichen 4.000 kcal. Es gab so viele Bergleute wie vor dem Kriege, nämlich 400.000. Allerdings fehlte es an gut ausgebildeten Bergleuten und es gab einen Überschuss an alten Männern, Lehrlingen und jungen, noch nicht voll ausgebildeten Bergarbeitern. Wohnraum war knapp, deshalb waren die Arbeitswege weit; oft bis zu 60 km in unregelmäßig fahrenden, ungeheizten Zügen. Der Maschinenpark, wie Förderanlagen und Drucklufterzeuger, waren teils kriegszerstört und teils schlecht gewartet.
Es gab eine Transportkrise. Die Zahl der brauchbaren Lokomotiven blieb 1947 stabil, jedoch nahm die Zahl der brauchbaren Güterwägen ab. Ursache war fehlendes Reparaturmaterial, wie Holz, Stahl, Asbest und Schmierpolster für die Achslager der Güterwägen, und fehlende Dachziegel für die Ausbesserungswerke. So wurde das benötigte Holz nach Großbritannien exportiert für die dortigen Kohlegruben und den Hausbau. Hier empfahl Brown, nach der Ernte 1947 dem Ruhrgebiet amerikanische leichte Lokomotiven und Güterwägen zur Verfügung zu stellen. Im Verkehr mit der sowjetischen Zone sollte durch den Abschluss von Vertragsstrafevereinbarungen gewährleistet werden, dass keine schadhaften Güterwägen zurückgegeben werden, wenn reparierte an der Zonengrenze übergeben wurden. Den Gemeinden sollten sofort 175.000 Militärlastwägen zur Verfügung gestellt werden, um Holz und Kohlen für den Winter zu transportieren.

### Plan für die Unterbrechung des Teufelskreises der Kohle
Täglich wurden an der Ruhr 220.000 Tonnen Steinkohlen gefördert. Erstrebenswert waren 345.000 Tonnen. Zur Steigerung der Produktion sollten zunächst kriegsgefangene deutsche Bergleute freigelassen werden, weil deren Produktivität in Frankreich gering sei. Die Bergleute sollten eine bessere Ernährung und zusätzliche Lebensmittelbezugsscheine für jede zusätzlich geförderte Tonne Kohle erhalten. Die geförderte Kohle solle Deutschland nicht exportieren müssen, sondern sie sollte im Inland zur Stahlerzeugung genutzt werden, damit die deutschen Fabriken wiederhergestellt werden können, die zur Erzeugung von Exportgütern dienen. Mit den Erlösen könne Deutschland die Lebensmittel kaufen, die früher in Ost- und Mitteldeutschland hergestellt wurden.
Die aus Deutschland nicht mehr herausgehenden Kohleexporte sollten durch britische Kohleexporte ersetzt werden. Dies würde die unnatürlich weiten Eisenbahntransporte verringern, da mehr per Schiff transportiert werden könnte. Großbritannien sei in der Lage, mehr Kohle zu exportieren. Hindernis sei die in Arbeitskämpfen bis Mai 1947 erstrittene Fünf-Tage-Woche. Bei Einsetzen der Marshallplan-Hilfe sollte man den Bergleuten Lebensmittelmarken in einer besonderen Farbe für zusätzlich geförderte Tonnen an Arbeitstagen und in nochmals einer anderen Farbe für Tonnen an Samstagen geben. Amerika sollte seine Hilfe bei einem künftigen zweiten Darlehen an Großbritannien davon abhängig machen, dass Kohlebergleute zusätzliche Lebensmittel und Konsumgüter erhalten, wenn die Kohleproduktion gesteigert wird. Der Teufelskreis der zu geringen Kohleproduktion in Deutschland könnte unterbrochen werden, wenn Großbritannien zusätzliche 15 Millionen Tonnen fördert und damit Deutschland ein Jahr lang von Exporten entlastet.
Als Anschubhilfe könnten die Vereinigten Staaten Rohstahl und Förderbänder nach Großbritannien liefern. Der Teufelskreis der Kohle sei derselbe wie in Westdeutschland.

## Lebensmittelplan

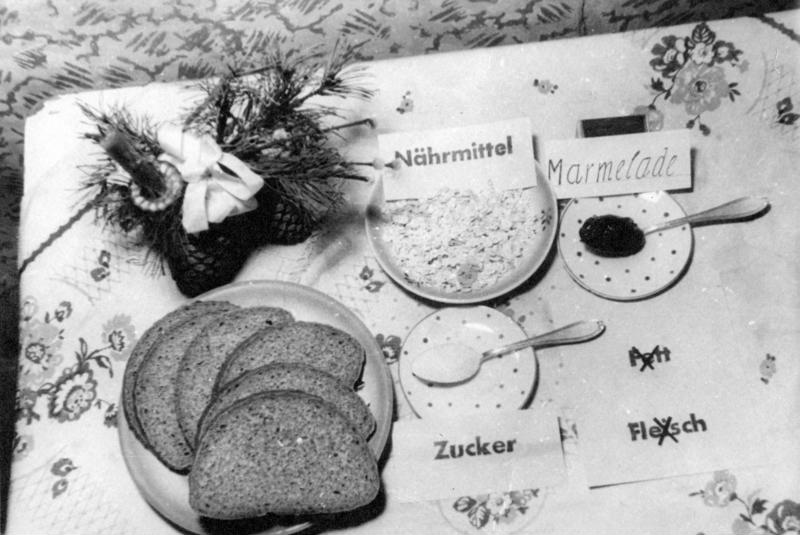
Tagesration im Ruhrgebiet

Es sollte für mehr Lebensmittel gesorgt sein, als es dem dringenden Bedarf entspricht, da bei schlechter Kost die Produktivität niedrig bleibt. Es müssen 1947 für eine Milliarde Dollar Lebensmittel eingeführt werden, wovon Deutschland aus eigener Kraft 250 Millionen Dollar aufbringen kann. Die Vereinigten Staaten sollten deshalb für 750 Millionen Dollar Lebensmittelhilfe leisten. Diese Leistungen sollten in den nächsten fünf Jahren so lange sinken, bis sich Deutschland ganz aus seinen Exporten ernähren kann. Als Soforthilfe könnten auch alte landwirtschaftliche Maschinen aus den Vereinigten Staaten zur Verfügung gestellt werden.

## Abschaffung der Exportbeschränkungen
Die Exportbeschränkungen müssten aufgehoben werden. Solange Deutschland noch keine im Welthandel akzeptierte Währung habe, müssten Tauschgeschäfte bei Devisenmangel erlaubt werden. Für Reisen von deutschen Handelsvertretern ins Ausland sollten Devisen auf Darlehensbasis zur Verfügung gestellt werden, denn es bestünden in Europa keine Ressentiments gegen deutsche Waren.

## Notenbank, Zentralregierung, neue Währung
Es solle eine Zentralregierung für die drei Westzonen geschaffen werden. Notwendig sei eine starke zentrale Notenbank, weniger dezentralisiert als die amerikanischen Notenbanken, und mit der Fähigkeit zu einer ausgeglichenen Geldpolitik. In Europa gäbe es genügend fähige Geldtheoretiker. Erforderlich sei auch eine neue Währung, da bei der Reichsmark die Geldmenge wegen des Lebensmittelmangels zu groß geworden sei. Die neue Währung sollte in den Westzonen auf anderem Papier und in anderer Farbe gedruckt werden, weil aus der sowjetischen Zone zu viel Geld in die Westzonen einströmt. Die neue Währung sollte aber erst eingeführt werden, wenn mehr kaufenswerte Produkte, insbesondere Lebensmittel, zur Verfügung stehen oder wenigstens eine Steigerung der Produktion eine begründete Hoffnung darauf eröffnet.

## Bedeutung
Die im Report empfohlene Sanierung durch Beseitigung ausgewählter Engpässe wurde 1947 begonnen und hatte im gleichen Jahr die vorhergesagte Wirkung, dass die Produktion wieder aufgenommen werden konnte. Der Grundsatz, dass Deutschland so wenig wie möglich importieren dürfe, wurde durch den Grundsatz abgelöst, dass Einfuhr und Ausfuhr in einem Maße erlaubt sind, dass die Bedürfnisse der drei Westzonen ohne fremde Hilfe gedeckt werden können. Ab August wurden CARE-Pakete an die Ruhrbergleute ausgegeben. Die geplante Sozialisierung des Ruhrbergbaus wurde um fünf Jahre hinausgeschoben und unterblieb dann endgültig. Im Oktober war das Reparaturprogramm für die schadhaften Güterwagen abgeschlossen. Die im Ruhrgebiet angewachsenen Kohlehalden konnten zu den Stahlerzeugern und anderen Verarbeitern abgefahren werden. Rechtzeitig bevor die Marshallplanlieferungen eintrafen, gelang der Durchbruch zu stetigen und hohen Zuwachsraten in der Produktion. Der Report und das Bild der Durchbrechung eines Teufelskreises wurde freundlich aufgenommen. Dass sich eine Lawine von Missständen mit wenigen Maßnahmen beheben lassen sollte, wirkte auf den ersten Blick verblüffend. Die Überraschung lag in der so dargestellten Einfachheit der Lösungen, mit der niemand gerechnet hatte.